# Cot Sula
Cot Sula är ett berg i Indonesien.   Det ligger i provinsen Aceh, i den västra delen av landet, 1 700 km nordväst om huvudstaden Jakarta. Toppen på Cot Sula är 818 meter över havet.
Terrängen runt Cot Sula är lite bergig.  Trakten runt Cot Sula är nära nog obefolkad, med mindre än två invånare per kvadratkilometer. I omgivningarna runt Cot Sula växer i huvudsak städsegrön lövskog.